# JFEウエストテクノロジー
JFEウエストテクノロジー株式会社（ジェイエフイーウエストテクノロジーかぶしきがいしゃ）は、広島県福山市に本社を置き、JFEスチール西日本製鉄所（福山・倉敷）の専用鉄道および構内鉄道の運転・管理業務、鋼片精整作業、厚板・形鋼の精整作業等を行うJFEスチールのグループ会社。

## 概要

### 鉄道
福山、倉敷両地区の構内鉄道の運転、管理業務を行なう。福山地区は東福山駅迄の専用鉄道の運転、管理業務、倉敷地区は車両整備等も担当。

### 鋼片
製鋼工場で製造されたブルームの手入れや検査、クレーン運転等を担当。

### 鋼材
厚板工場や形鋼工場で生産されたH形鋼、 不等辺山形鋼の加工・表面仕上げ、検査、クレーン運転、出荷作業等を担当。

## 沿革
- 1965年12月：日鋼産業株式会社設立[1]。
- 1966年4月：福山臨海鉄道株式会社設立[1]。
- 1967年12月：株式会社東京シヤリング福山作業所設立[1]。
- 1989年4月：福山臨海鉄道と東京シヤリング福山作業所が合併し、株式会社アルテスを設立[1]。
- 1995年4月：日鋼産業とアルテスが合併し、株式会社福山スチールテクノロジーを設立[1]。
- 2007年4月：JFEウエストテクノロジー株式会社へ改称[1]。
- 2012年4月：事業再編により、倉敷地区に倉敷事業所を開設し、同地区の構内鉄道の運転・管理業務、鉄道整備作業、鋼片精整業務を開始[1]。また、福山地区の熱延・冷延ロール管理業務をJFEメカテクノに業務移管[1]。
- 2017年4月：倉敷事業所に鋼材部を設立し、厚板精整作業を開始[1]。
- 2024年4月：JFEエンジニアリングが笠岡地区に設立した笠岡モノパイル製作所での業務を担当するために笠岡事業所を新たに設立[2]。

## 事業所
- 本社
- 福山事業所（鉄道部、鋼片部、鋼材部）
- 笠岡事業所（モノパイル製造部）
- 倉敷事業所（鉄道部、スラブ精製部、鋼材部）